# Interprétation judiciaire no 748 du conseil judiciaire de la république de Chine

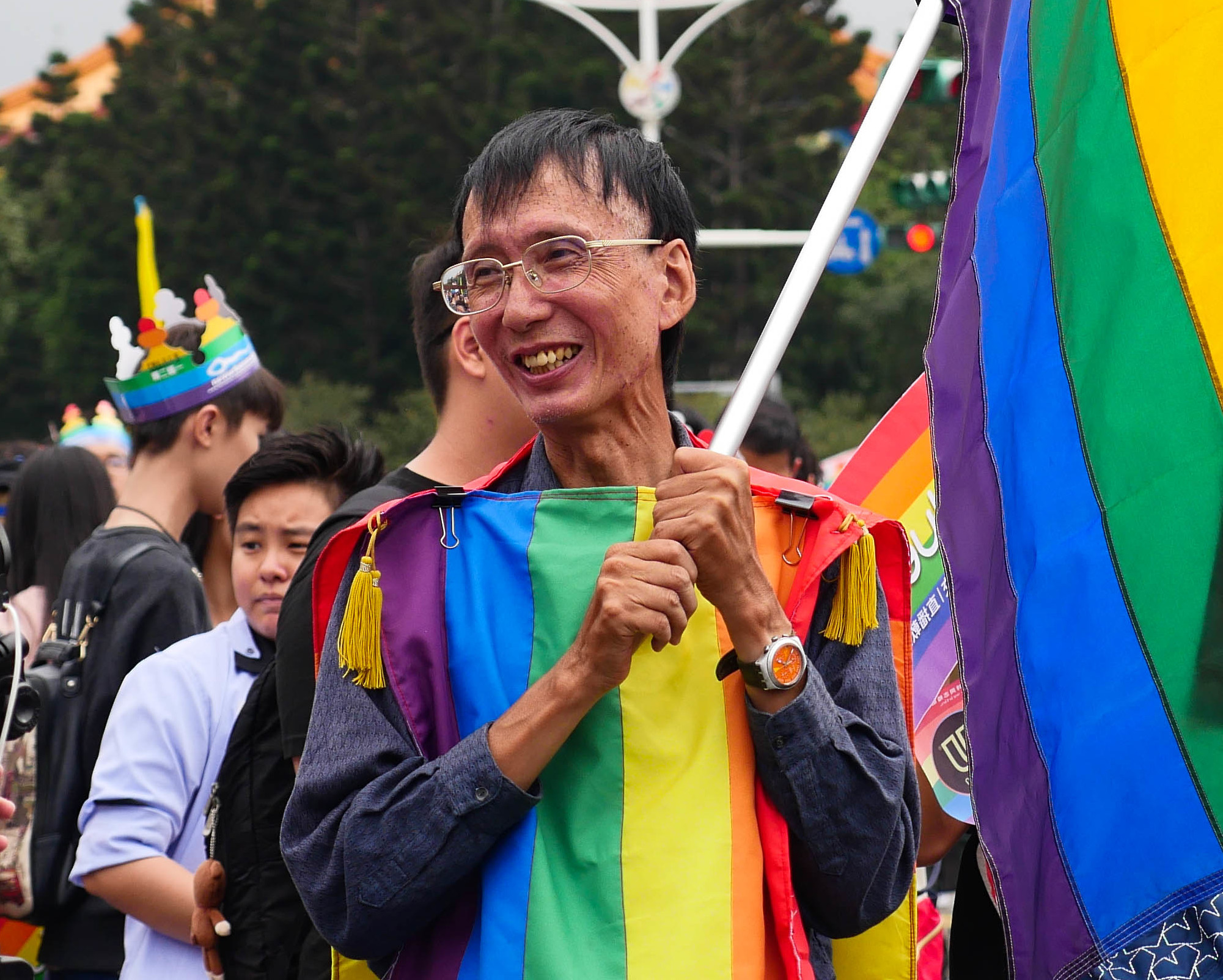
, l'un des demandeurs de l'interprétation judiciaire.

L'interprétation judiciaire no 748 du conseil judiciaire (chinois traditionnel : 大法官會議釋字第748號釋憲案 ; chinois simplifié : 大法官会议释字第748号释宪案) est une interprétation judiciaire (en) de la Constitution de la république de Chine qui est rendue publique en 2017. Cette interprétation déclare que l'interdiction légale sur le mariage homosexuel est anticonstitutionnelle,.

## Procédure

### Participants
Les demandeurs et leurs représentants sont ci-dessous:
- Tchia-Weï Tchi (zh) (représenté par ses avocats Xiù-Wén Xǔ, Qiáo-Rǔ Zhuāng, et Tiān-Qìng Pān) ;
- Le gouvernement municipal de Taipei (représenté par Yuán-Háo Liào, professeur du loi de l'Université nationale Chengchi).

Les répondants et leurs représentants sont ci-dessous:
- Ministère de la Justice (représenté par Tai-San Chiu (zh), le ministre de la Justice) ;
- Département d'enregistrement de livrets (zh) du ministère de l'Intérieur (représenté par Wǎn-Yí Zhāng, le chef du département) ;
- Le bureau de livrets du district de Wanhua (représenté par Xuě-Méi Wáng).

Le conseil judiciaire a invité six témoins experts :
- Aï-Er Chen, professeur agrégé de loi de l'Université nationale de Taipei ;
- Wen-Chen Chang, professeur de loi de l'Université nationale de Taïwan ;
- Hweï-Syin Chen, professeur de loi de l'Université nationale Chengchi ;
- Hung-En Liu, professeur agrégé de loi de l'Université nationale Chengchi ;
- Hwaï-Tzong Li, professeur de loi de l'Université nationale Chung-Hsing (zh) ;
- Xué-Rén Dèng, professeur du loi de l'Université contrale de la police (zh).

### Débats verbaux
À 9 h le 24 mars 2017, le conseil judiciaire a convoqué les débats verbaux concernant les demandes d'interprétation judiciaire. Pour la deuxième fois, les débats verbaux furent diffusés en direct et en ligne.
| Ordre | Sujet de débat verbal |
| ----- | --- |
| 1     | Les règlements du 2e chapitre de la 4e partie du Code civil permettent-ils à deux personnes du même sexe de se marier ?                                                        |
| 2     | Si la réponse à la 1re question est « non », (ces règlements) agissent-ils en violation du 22e article de la Constitution, qui garantit la liberté des individus à se marier ? |
| 3     | Si la réponse à la 1re question est « non », (ces règlements) le 2e chapitre de la 4e partie agissent-ils en violation du 7e article, qui garantit le droit à l’égalité ?      |
| 4     | La création légale d'autres formes d'union civile qui ne sont pas le mariage, respecte-t-elle donc le 7e article et le 22e article de la Constitution ?                        |

## Décision

### Opinion majoritaire
Tzong-li Hsu (zh), le président du conseil judiciaire, et onze autres juges firent partie de la majorité.
La décision se conclut par les mots suivants :
« 
Les règlements du 2e chapitre, Mariages, de la 4e partie, Famille, du Code civil (de la République de Chine) ne permettent pas à deux personnes du même sexe de former une union permanente d'une nature intime et exclusive afin de vivre ensemble. À l'ampleur de ce domaine, ces règlement agissent en violation du 22e article de la Constitution, qui garantit la liberté des individus à se marier, et du 7e article, qui garantit le droit à l’égalité.
Les autorités pertinentes doivent, dans un délai de deux ans depuis le jour de la publication de cette interprétation, amender des lois (existantes) ou promulguer des (nouvelles) lois en accord avec la volonté de cette interprétation. Ceci dit, c'est le pouvoir législatif qui décidera des moyens pour réaliser la protection de la liberté de mariage et l'égalité de mariage.
Si les autorités pertinentes ne pouvaient pas amender ou promulguer des lois avant la date limite, deux personnes du même sexe, qui souhaitent former l'union permanente susmentionnée, seront (encore) autorisés à demander que l'autorité de livrets officialise leur union en référence au chapitre susmentionné (du Code civil). (Pour faire cette demande,) Ils doivent présenter les déclarations de deux témoins ou plus.
 »
Citation originale :
« 民法第4編親屬第2章婚姻規定，未使相同性別二人，得為經營共同生活之目的，成立具有親密性及排他性之永久結合關係，於此範圍內，與憲法第22條保障人民婚姻自由及第7條保障人民平等權之意旨有違。有關機關應於本解釋公布之日起2年內，依本解釋意旨完成相關法律之修正或制定。至於以何種形式達成婚姻自由之平等保護，屬立法形成之範圍。逾期未完成相關法律之修正或制定者，相同性別二人為成立上開永久結合關係，得依上開婚姻章規定，持二人以上證人簽名之書面，向戶政機關辦理結婚登記。 »
Dans l'opinion majoritaire, il existe les points importants ci-dessous :
- Jurisprudences : Toutes les interprétations judiciaires existantes ne concernent que les mariages hétérosexuels, et le conseil judiciaire n'a publié aucune interprétation judiciaire concernant les mariages homosexuels. Donc, l'interprétation judiciaire no 748 n'est en contradiction avec aucune jurisprudence[6].
- Code civil : Bien que le Code civil n'a pas spécifié que le mariage doit être entre un homme et une femme, ses règlements emploient le terme « le mari et la mariée » (chinois : 夫妻) dans les articles concernant les droits et les obligations des membres d'une famille. Donc, ces règlements interdisent effectivement les mariages entre deux personnes du même sexe[6].
- Liberté à se marier : La liberté à se marier s'est composée du droit de «se marier ou non» et du droit à « se marier avec qui ». Ces droits sont parmi les droits fondamentaux. Ils sont donc protégés par le vingt-deuxième article de la Constitution[6]. C'est un « défaut législatif important » que les règlements du Code civil ne permettent pas deux personnes du même sexe à former une union permanente d'une nature intime et exclusive afin de vivre ensemble[6].
- Droit à l’égalité : Le septième article de la Constitution n'est pas une liste exhaustive. L'article interdit aussi les autres formes de discrimination, y compris les orientations sexuelles et les défis physiques et mentaux[6]. Que les règlements du Code civil n'officialise que les mariages hétérosexuels constitue une forme de discrimination fondée sur les orientations sexuelles.

### Opinions dissidentes
Il y avait deux juges dissidents, Horng-Shya Huang et Chen-Huan Wu. Chaque juge dissident rédigea une opinion.

### Récusation
Le juge Jui-Ming Huang (zh) s'est récusé parce que sa femme, Mei-Nu Yu, est l'une des proposantes d'un projet de loi concernant le mariage entre personne du même sexe.

## Suites
Le 24 novembre 2018, la question du mariage pour les couples de même sexe fait l'objet de plusieurs projets de loi d'origine populaire soumis à référendum. La population approuve la création d'une union civile ouverte aux homosexuel, mais rejette l'extension à ces couples du mariage tel que défini dans le code civil.
En réaction, le gouvernement soumet le 21 février 2019 un projet de loi instaurant un nouveau statut pour les couples homosexuels, sans modification du code civil. Le projet de loi conférerait aux couples de même sexe la quasi-totalité des droits dont disposent les couples de sexes différents, notamment en matière d'héritage et de droits médicaux. Ils ne pourraient cependant pas adopter d'enfants n'ayant pas déjà un lien de parenté avec l'un ou l'autre parent. Le 17 mai, avant la fin du délai fixé par la Cour suprême, le Parlement taïwanais vote le projet de loi le plus favorable au mariage homosexuel parmi les trois proposés,. La loi est signée par le président, Tsaï Ing-Wen, le 22 et entre en vigueur le 24, faisant de Taïwan le premier pays asiatique à ouvrir le mariage aux couples de même sexe. Les premiers mariages commencent aussitôt à être célébrés, 300 couples célébrant leurs unions le jour même, dont la moitié dans la capitale,.